# Ternovite
La ternovite è un minerale appartenente al gruppo della franconite, di struttura analoga alla hochelagaite.

## Etimologia
Il nome è in onore del geologo russo Vladimir Ivanovich Ternovoi (1928-1980), pioniere nello studio dei giacimenti di Kovdor, nella penisola di Kola.